# Yūko Emoto
Yūko Emoto (恵本 裕子?, Emoto Yūko; Asahikawa, 23 dicembre 1972) è un'ex judoka giapponese.

## Palmarès
Olimpiadi
- 1 medaglia:
  - 1 oro (61 kg a Atlanta 1996)

Giochi asiatici
- 1 medaglia:
  - 1 argento (61 kg a Hiroshima 1994)

Campionati asiatici
- 2 medaglie:
  - 2 bronzi (61 kg a Macao 1993; 61 kg a New Delhi 1995)

Giochi dell'Asia Orientale
- 1 medaglia:
  - 1 argento (61 kg a Busan 1997)